# Snakebite
Snakebite prvi je EP engleskog hard rock sastava Whitesnake, objavljen u lipnju 1978. godine. Na albumu se nalazi 8 skladbi i izlaze u dvije produkcije. Producent pjesama od broja 1-4 je Martin Birch, a od 5-8 Roger Glover.

## Popis pjesama
1. "Come On" (David Coverdale, Bernie Marsden) – 3:31
2. "Bloody Mary" (Coverdale) – 3:18
3. "Ain't No Love in the Heart of the City" (Michael Price, Dan Walsh) – 5:07
4. "Steal Away" (Coverdale, Micky Moody, Marsden, Neil Murray, Pete Solley, Dave Dowle) – 4:16
5. "Keep On Giving Me Love" (Coverdale, Moody) – 5:13
6. "Queen of Hearts" (Coverdale, Moody) – 5:15
7. "Only My Soul" (Coverdale) – 4:33
8. "Breakdown" (Coverdale, Moody) – 5:12

## Zasluge
- David Coverdale – vokali
- Micky Moody – gitara
- Bernie Marsden – gitara
- Neil Murray – bas-gitara
- Dave Dowle – bubnjevi
- Tim Hinkley – klavir
- Alan Spenner – bas-gitara
- Tony Newman – bubnjevi
- Lee Brilleaux – harmonika
- Roger Glover – klavijature, zvono (klepka),
- Graham Preskett – violina